# Rudolf Höckner

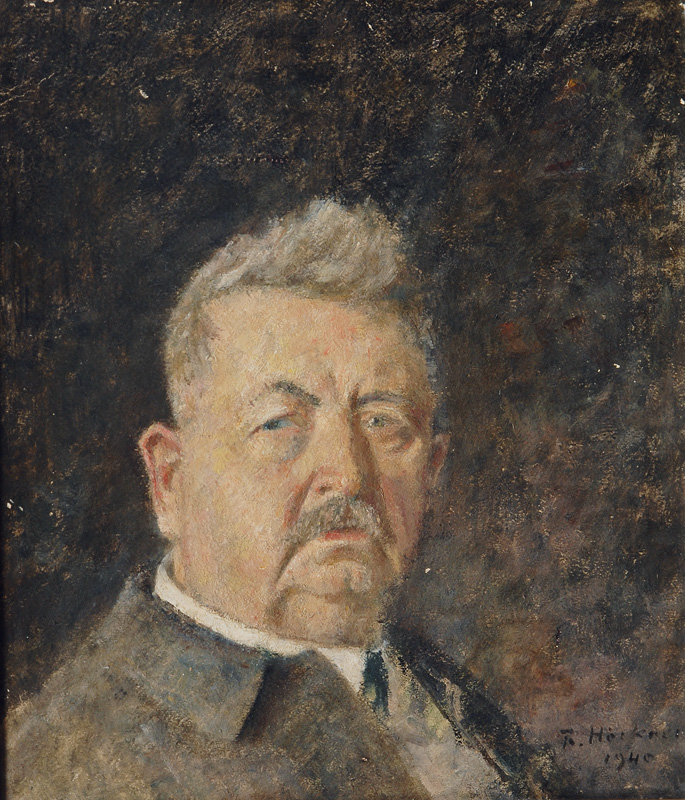
Selbstporträt Rudolf Höckners (1940)

Rudolf Höckner (* 28. Juli 1864 in Wolkenstein (Erzgebirge); † 22. April 1942 in Bad Mergentheim) war ein norddeutscher Maler.

## Leben
Geboren wurde er als eines von fünf Kindern auf dem väterlichen Gut in Hilmersdorf bei Wolkenstein. Er wuchs auf in der Zeit des Deutschen Kaiserreiches. Nach dem frühen Tod des Vaters (1872) zog die Familie um, zunächst nach Freiberg, später (1877) nach Leipzig. Dort besuchte er die Thomasschule zu Leipzig bis zum Abitur 1885. Anschließend begann Höckner zu studieren. Zunächst nahm er 1885 das Studium der Theologie auf, das erste Semester an der Universität Tübingen, ein zweites Semester an der Universität Leipzig. Ab 1886 besuchte er die Großherzoglich-Sächsische Kunstschule in Weimar, er erhielt Unterricht bei Theodor Hagen. 1890 schloss er sein Kunststudium mit Diplom ab, für seine besonderen Leistungen in der Landschaftsmalerei erhielt er eine Auszeichnung und ein Stipendium. In den folgenden Monaten unternahm er Reisen, v. a. nach Süddeutschland und Italien.
1891 kehrte Höckner zurück nach Weimar, er heiratete dort Brigitte Ebsen und war als freier Kunstmaler tätig. Wohl finanzielle Gründe bewogen ihn, 1895 nach Flensburg umzuziehen und, neben seiner künstlerischen Tätigkeit, als Reporter für Segelsport bei der Nord-Ostsee-Zeitung zu arbeiten. 1905 siedelten Höckner und seine Ehefrau nach Hamburg über, um eine Stelle als Lokalredakteur bei den Hamburger Nachrichten anzunehmen. Etwa ab 1907 wirkte er verstärkt als freischaffender Künstler, seine Werke wurden in Galerien u. a. in Hamburg und Altona ausgestellt.
Im Jahre 1915 zogen Höckner und seine Frau um nach Wedel an der Elbe, dort lebten sie gemeinsam mehr als 25 Jahre. Im Juli 1929 wurde er anlässlich seines 65. Geburtstages zum Ehrenmitglied des Altonaer Künstlervereins ernannt. Anlässlich seines 75. Geburtstages wurde ihm 1939 in Wedel das Ehrenbürgerrecht verliehen. Nach dem Tod seiner Frau im Jahre 1941 verließ Höckner Wedel und zog nach Süddeutschland, er verstarb 1942 in Bad Mergentheim ob der Tauber. Als Ehrenbürger der Stadt wurde er in Wedel beigesetzt.

## Werke
Die zahlreichen erhaltenen Gemälde von Rudolf Höckner sind meistens kleinformatige, dunkel gehaltene Landschaftsbilder mit Motiven aus der Hamburger Umgebung und Norddeutschland. Er lässt sich insofern als Landschaftsmaler charakterisieren.
In der Fachliteratur wird er u. a. als „einer der bedeutendsten Hamburger Impressionisten nach Thomas Herbst“ bezeichnet (C. Meyer-Tönnesmann, 2007).
Mehr als 250 seiner Gemälde befinden sich heute im Besitz der Stadt Wedel, viele davon in den städtischen Amtsräumen und im Stadtmuseum Wedel. Einzelne Werke sind in der Hamburger Kunsthalle oder im Altonaer Museum ausgestellt, weitere befinden sich in Privatsammlungen.
Im Stadtarchiv Wedel befindet sich der Nachlass von Rudolf Höckner mit einigen Briefen, Skizzenheften und Tagebüchern. Zudem gibt es eine umfangreiche Zeitungsausschnittsammlung.